# モハマド・シャーラーゼン・サイード
モハマド・シャーラーゼン・ビン・ハジ・モハマド・サイード（マレー語: Mohammad Shahrazen bin Haji Mohammad Said、1985年12月14日 - ）は、ブルネイDPMM FCに所属するサッカー選手。ブルネイ代表。ポジションはFW。2006-07シーズンのマレーシア・スーパーリーグの得点王に輝いた選手である。

## 経歴
ブルネイDPMM FCに所属する以外にはAHユナイテッドや親戚のチームであるビバ・レンジャーズに所属した。また、ブルネイ・ダルサラームサッカー協会が国際サッカー連盟より制裁を受けた影響でDPMM FCが活動出来なかった際にはウィジャヤFCにもレンタル移籍した。
かつて、インドのスポルティング・クルーベ・デ・ゴアのトライアルを受けた事がある他、ブルネイDPMM FCがマレーシア・スーパーリーグに参戦していた2006-07シーズンには同リーグ得点王、Sリーグに移籍してからもシンガポール・リーグカップの制覇に貢献している。
2014年のシーズンオフには、かつての監督であるヴイェラン・シムニッチがマレーシア・スーパーリーグ所属のペラFAの監督となったために同チームへと移籍するとの事であったが、これは実現しなかった。

## 代表歴
ブルネイ代表としてのデビューは2005年のハサナル・ボルキア・トロフィーであり、この時U-21代表として初出場を果たした。
A代表デビューは2008年、2008 AFFスズキカップ予選、カンボジア代表戦であった。10月19日のフィリピン代表戦では17分に代表初得点を挙げ、その後の東ティモール代表戦では2点を挙げる活躍をしたものの、チームは予選四位で敗退した。
その後は、2012 AFFスズキカップ予選、2014 AFFスズキカップ予選に出場した。

## 個人
彼には3人の兄弟がおり、チームメイトであり代表でのチームメイトでもあるアディ・サイードとアムルル・アリフィン・シャー・サイード、そしてかつてDPMM FCでチームメイトであったアフマド・ハフィズ・サイードである。

## 個人成績
代表でのゴール一覧
| #  | 日附           | 場所                                                 | 対戦相手     | 得点 | 結果 | 大会                     |
| -- | -------------- | ---------------------------------------------------- | ------------ | ---- | ---- | ------------------------ |
| 1. | 2008年10月19日 | プノンペン・オリンピック・スタジアム                 | フィリピン   | 1–0  | 1–1  | 2008 AFFスズキカップ予選 |
| 2. | 2008年10月21日 | プノンペン・オリンピック・スタジアム                 | 東ティモール | 1–0  | 4–1  | 2008 AFFスズキカップ予選 |
| 3. | 2008年10月21日 | プノンペン・オリンピック・スタジアム                 | 東ティモール | 2–0  | 4–1  | 2008 AFFスズキカップ予選 |
| 4. | 2014年10月14日 | ヴィエンチャン・ニュー・ラオス・ナショナルスタジアム | ラオス       | 2–4  | 2–4  | 2014 AFFスズキカップ予選 |

## タイトル

### クラブ
ブルネイDPMM FC
- シンガポール・リーグ・カップ (3): 2009, 2012, 2014
- Sリーグ

準優勝(2): 2012, 2014

### 個人
- マレーシア・スーパーリーグ得点王: 2006-07(21得点)